# Setter
Cet article possède un paronyme, voir Ceytaire.

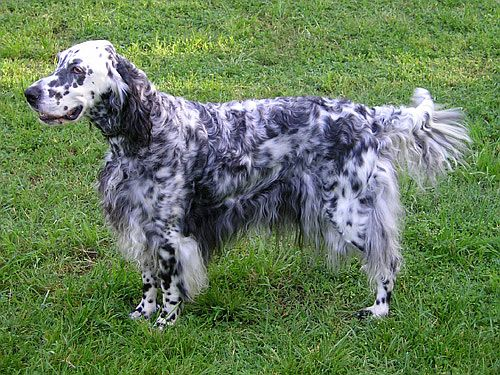
Setter Anglais

Le terme Setter désigne plusieurs races de chiens originaire des Îles Britanniques. Ce sont des chiens de chasse  et d'arrêt anglais. Ces chiens descendraient d'épagneuls importés du continent. On distingue les quatre races suivantes dans ce groupe :
- Le Setter anglais
- Le Setter irlandais ou Setter irlandais rouge (en anglais, "red setter" ou "irish red setter")
- Le Setter irlandais rouge et blanc
- Le Setter Gordon originaire d'Écosse

Une chienne de cette race est nommée par une settère.